# Temporada da NBA de 1975–76
A Temporada da NBA de 1975-76 foi a 30º temporada da National Basketball Association. O campeão foi o Boston Celtics.